# Hosni Mubarak
Muḥammad Ḥusnī Sayyid Mubārak (en árabe: محمد حسنى سيد مبارك‎, pronunciado mæˈħæmmæd ˈħosni ˈsæjjed moˈbɑːɾˤɑk), conocido comúnmente como Hosni Mubarak (Kafr-El Meselha, 4 de mayo de 1928-El Cairo, 25 de febrero de 2020), fue un político y militar egipcio que ocupó el cargo de presidente de la República Árabe de Egipto desde 1981 hasta 2011, ejerciendo el poder de manera dictatorial durante casi treinta años.
Sucedió al presidente interino Sufi Abu Taleb el 14 de octubre de 1981, tras el asesinato del anterior titular, Anwar el-Sadat el 6 de octubre del mismo año. Debido al asesinato de Sadat, Mubarak mantuvo el estado de emergencia derogado recientemente y que había sido declarado en 1967, lo que le permitió suprimir las actividades opositoras y aumentar su poder. Fue reelegido en elecciones como candidato único en 1987, 1993 y 1999. En 2005 se convirtió en el primer presidente de Egipto en enfrentar un oponente en las elecciones, pero de todas formas ganó con un cuestionado 88,6% de los votos. Su largo gobierno fue el segundo más largo en la historia de Egipto, convirtiéndose en el jefe de Estado de dicho país con más tiempo en el cargo, siendo superado únicamente por el Jedive Muhammad Ali, que gobernó desde 1805 hasta 1848, un reinado de cuarenta y tres años.
Tras gobernar el país por cerca de treinta años, Mubarak renunció a su cargo el 11 de febrero de 2011 tras una serie de protestas multitudinarias. Mubarak fue internado el 12 de abril al haber sufrido una crisis cardíaca durante un interrogatorio.
El día 13 de abril de 2011 fue ordenada su detención junto con la de sus hijos Alaa y Gamal, a fin de indagar en los posibles delitos que se les imputaban. El 2 de junio de 2012 fue condenado a cadena perpetua por la represión de las protestas durante la Primavera Árabe, en la que murieron entre 239 y más de 800 personas según las distintas fuentes. Sin embargo, una corte anuló el juicio y ordenó su repetición en 2013. En noviembre de 2014, Mubarak fue absuelto por la muerte de los manifestantes y además fue declarado inocente de corrupción y enriquecimiento ilícito.
En un nuevo juicio, Mubarak y sus hijos fueron condenados el 9 de mayo de 2015, bajo cargos de corrupción.  Desde entonces, Mubarak se encontraba detenido en un hospital militar, aunque sus hijos fueron liberados por una corte de El Cairo el 12 de octubre de 2015. Finalmente, Mubarak fue puesto en libertad el 24 de marzo de 2017, después de que la justicia desestimara las acusaciones más graves que pesaban contra él.
Falleció el 25 de febrero de 2020, a los 91 años de edad. Fue enterrado en una parcela familiar a las afueras de El Cairo.

## Biografía

### Primeros años
Mubarak nació en Kafr El-Meselha, en Menufia, en el entonces Reino de Egipto, el 4 de mayo de 1928. Terminados sus estudios de secundaria, ingresó en la Academia Militar de Egipto obteniendo el título en Ciencias Militares a los veinte años de edad. El 2 de febrero de 1949, salió de la Academia Militar y se unió a la Academia de la Fuerza Aérea, ganando su comisión oficial como piloto el 13 de marzo de 1950 y, finalmente, recibir una licenciatura en ciencias de la aviación.

### Carrera militar

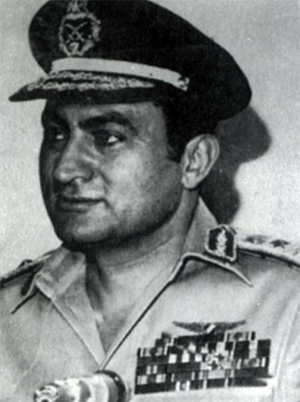
Mubarak como miembro de la Fuerza Aérea de Egipto en 1973.

Mubarak sirvió como oficial de la Fuerza Aérea de Egipto en diversas formaciones y unidades, pasó dos años en una escuadra de Spitfire de combate. En algún momento en la década de 1950, posterior a la revolución que derrocó a la monarquía de Faruq II y proclamó la República de Egipto, Mubarak regresó a la Academia de Fuerza Aérea como instructor, permaneciendo allí hasta principios de 1959. Entre febrero de ese año y junio de 1961, Mubarak tuvo mayor entrenamiento y en la Unión Soviética, asistiendo a una escuela de formación de pilotos en Moscú, y luego a otra en la base de Kant, en Biskek, capital de la entonces RSS de Kirguistán (actual República Kirguiza). Mubarak recibió capacitación en el manejo de bombarderos Ilyushin II-28 y Túpolev Tu-16, ganando un lugar en la Academia Militar Frunze en Moscú.
A su regreso a Egipto, se desempeñó como comandante de ala, y luego como comandante de base. Mandó en la Base Aérea Oeste de El Cairo en octubre de 1966, y luego brevemente en la base Beni Suef. En noviembre de 1967, cuando Egipto ya había perdido el Sinaí en la guerra de los Seis Días, Mubarak se convirtió en comandante de la Academia de la Fuerza Aérea. A él se le atribuye la duplicación del número de pilotos y navegantes de la Fuerza Aérea durante los años previos a la guerra de Yom Kipur. Dos años más tarde, se convirtió en jefe de Estado Mayor de la Fuerza Aérea de Egipto.
En 1972, Mubarak pasó a ser comandante de la Fuerza Aérea y viceministro de Defensa. El 6 de octubre de 1973, la Fuerza Aérea de Egipto lanzó un ataque sorpresa contra soldados israelíes en la orilla del canal de Suez. Los pilotos egipcios cumplieron el 90 % de sus objetivos, haciendo de Mubarak un héroe nacional. Al año siguiente fue ascendido a Mariscal Supremo de la Fuerza Aérea en reconocimiento a su desempeño en la guerra contra Israel. A Mubarak se le acreditó gran parte del rendimiento de la Fuerza Aérea durante el inicio de la guerra. El analista egipcio Mohammed Hassanein Heikal dijo que la Fuerza Aérea jugó un papel mayormente psicológico en dicha guerra, alentando a las fuerzas terrestres, en lugar de llevar a cabo cualquier acción militar necesaria.
La influencia de Mubarak también fue disputada por la hija de Saad el-Shazly, Shahdan el-Shazly. En una entrevista con el diario independiente egipcio "Almasry Alyoum" (el 26 de febrero de 2011, tan solo dos semanas después del derrocamiento de Mubarak) postuló que el dictador exageró posteriormente su papel en la guerra como parte de su campaña política, y alteró fotos de la cámara de mando militar para retirar el rostro de su padre y poner el suyo. Shahdan manifestó que emprendería acciones legales contra Mubarak.

## Vicepresidente de Egipto
En 1975, Mubarak fue elegido vicepresidente de Egipto por el presidente Anwar el-Sadat. En esta posición, pudo participar en las consultas gubernamentales a cargo de la futura reconciliación con el Estado de Israel. En septiembre de 1975, Mubarak fue en misión diplomática a Riad (Arabia Saudita) y Damasco (Siria) para persuadir a los gobiernos de ambos países de cooperar con la firma de un tratado de paz con Israel (conocido como "Sinaí II"), pero no lo logró y ni siquiera pudo concretar una reunión con el presidente de Siria Hafez al-Assad.
Durante su misión en Arabia Saudita, Mubarak desarrolló una amistad con el Príncipe Fahd, con quien Sadat se había negado a reunirse y que veía a Mubarak como una figura importante en la relación con Egipto. A pesar de que Sadat veía la reconciliación como el único modo de recuperar la península del Sinaí para Egipto, Mubarak estuvo de acuerdo con los puntos de vista de varios mandatarios árabes y se opuso a los Acuerdos de Camp David alegando que estos no trataban varios de los puntos del conflicto árabe-israelí. Sadat incluso transfería a Mubarak algunos de sus poderes cuando se iba de vacaciones, por ejemplo. Mubarak se encontraba sentado junto a Sadat durante el desfile de la victoria el 6 de octubre de 1981, cuando fue asesinado por Khalid al-Islambuli después de que el presidente firmara el acuerdo de paz final con Israel. Mubarak fue herido en el atentado, y durante ocho días Sufi Abu Taleb ocupó interinamente la presidencia, hasta que Mubarak fue nombrado presidente en virtud de su posición de vicepresidente el 14 de octubre de 1981.

## Presidencia de Egipto

### Resumen de su gobierno
A pesar de que legalmente Egipto ya había retornado al sistema multipartidista, no se presentaron otros candidatos a las elecciones de 1981 y Mubarak fue "aprobado" como presidente constitucional mediante referéndum, con el 98,5 % de los votos en una participación del 81,1 % del electorado, para un mandato de seis años.
Una de las primeras cosas que debió afrontar Mubarak fue la expulsión de Egipto de la Liga Árabe tras los acuerdos firmados con Israel. Hasta la suspensión de Libia de la organización en 2011, durante la guerra civil, Egipto fue el único país alguna vez suspendido. No fue sino hasta 1989 que Egipto fue readmitido y la sede de la Liga volvió a El Cairo, donde había estado desde su fundación, luego de permanecer en Túnez desde la expulsión. Mubarak fue reelegido mediante otro referéndum en 1987, sin participación de la oposición y con el 97,1 % de los votos en una participación del 88,5 %.
Egipto fue miembro de la Coalición aliada durante la guerra del Golfo Pérsico en 1991, contrario a los intentos expansionistas de Irak, y fue uno de los primeros en desembarcar en Arabia Saudita para participar en la expulsión de las tropas iraquíes de Kuwait. En las elecciones de 1993, de nuevo sin oposición, Mubarak fue reelegido con el 96,3 % de los votos sobre una participación del 84,2 % para un tercer mandato.
Después del asesinato de Sadat, Mubarak restauró la ley de emergencia que su predecesor había anulado tan solo dieciocho meses atrás, en 1980, y que estaba vigente desde la guerra de los Seis Días en 1967. Al amparo de esa ley, los poderes de la policía son extendidos, los derechos constitucionales quedan suspendidos y la censura es legalizada. Mediante esa ley el gobierno podía suprimir cualquier actividad política no gubernamental (es decir, la oposición). En 2009, Human Rights Watch estima que fueron detenidas entre 5000 y 10 000 personas de manera arbitraria, que podrían quedar encarceladas por tiempo indefinido sin juicio.
Debido a sus posturas en contra del fundamentalismo islámico y sus relaciones diplomáticas con Israel, Mubarak fue víctima de varios intentos de asesinato infructuosos a lo largo de su dictadura. Según la BBC, Mubarak sobrevivió a seis atentados durante su mandato. En junio de 1995, mientras Mubarak estaba en Etiopía para una conferencia de la Organización para la Unidad Africana, se produjo un atentado en su contra que involucraba gases nocivos y a la Yihad Islámica Egipcia. También afirmó ser herido con un cuchillo en septiembre de 1999, en Port Said.
Durante la invasión de Irak de 2003, Mubarak se manifestó en contra de la misma, con el argumento de que el conflicto palestino-israelí debía ser solucionado primero. También alegó que la invasión traería "cien Bin Laden más". Sin embargo, tampoco estuvo a favor de una retirada temprana de Irak por parte de los Estados Unidos porque creía que esto conduciría al caos.

### Elecciones presidenciales de 2005

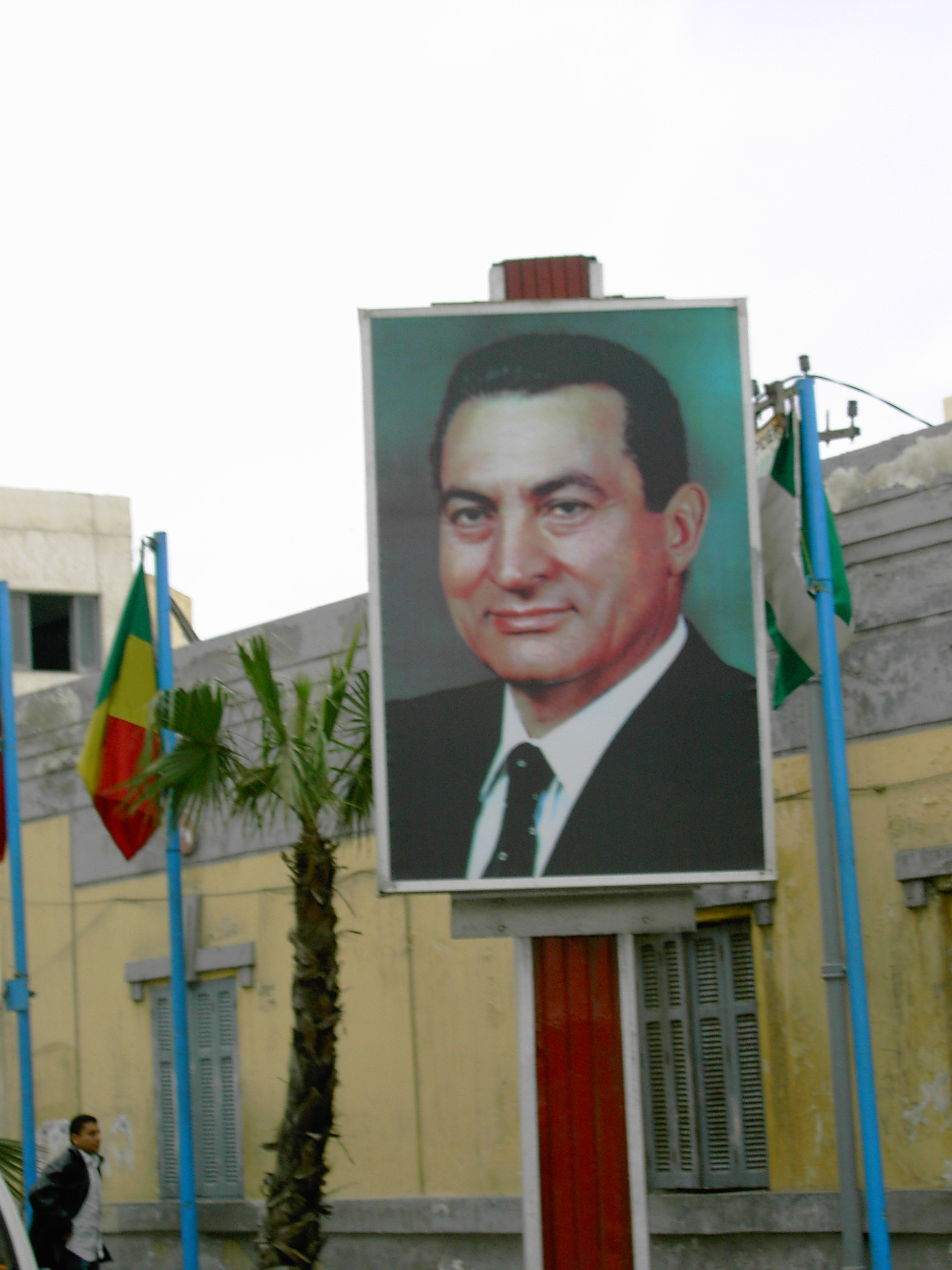
Fotografía de Mubarak durante su campaña en las primeras elecciones multipartidistas del país, en 2005.

En 2005, Mubarak pasaría a la historia como el primer Presidente de Egipto en enfrentar a un oponente en las elecciones presidenciales. Una modificación a la constitución, aprobada por referendo en mayo de 2005 abrió el camino para las elecciones presidenciales con múltiples candidatos y dio a las cortes judiciales (y no al gobierno ni al parlamento) la potestad de regir el proceso. Anteriormente, los egipcios sólo habían sido consultados bajo la forma de plebiscito (aprobar o rechazar) al candidato propuesto por el Parlamento de Egipto, dominado por el PDN. Algunos de los principales partidos de oposición no aceptaron participar en la elección, afirmando que era poco probable que éstas fueran libres y justas. Los oponentes a la elección dijeron que la reforma no era lo suficientemente libre dado que mantenía un estricto control del proceso por parte del gobierno, sometía las postulaciones a una selección previa por autoridades nombradas por el gobierno y daba a los candidatos independientes poco margen de maniobra, lo que hacía que el PDN tuviera una abrumadora ventaja.
Mubarak afirmó públicamente que su legado al país sería la democracia. El más grande grupo islamista de Egipto, los Hermanos Musulmanes, afirmó que no apoyarían a ningún candidato, pero animaron a la gente a participar en la elección y votar por los partidos opositores. Por su parte, las autoridades electorales decidieron no admitir la presencia de observadores nacionales ni internacionales en los centros de votación.
A diferencia de las consultas anteriores, en donde las relaciones entre Egipto y sus vecinos eran el tema principal, la campaña presidencial para la elección presidencial 2005 se centró en temas internos. Los candidatos de oposición centraron su campaña sobre el atraso del país en infraestructura, servicios, educación, etc. tras veinticinco años de mandato de Mubarak. La campaña de Mubarak, en cambio, trataba de enfocarse en los grandes logros de Egipto en sus relaciones con el resto del mundo.
Durante la mañana del día de la votación surgieron las primeras denuncias de fraude. Se denunció entre otras cosas que los miembros del partido de gobierno presionaban a los votantes en las mesas para que votaran por el actual presidente. En otros centros se ofreció a los votantes cestas de comida para invitarlos a votar. En El Cairo, una manifestación opositora tuvo lugar la mañana de la votación invitando a la abstención, pero a pesar de la prohibición de manifestaciones, ésta no fue reprimida. En algunos pueblos, cuando a principios de la tarde pocos habían votado, se informó a la población por alto-parlantes que aquellos que no votaran serían multados; de esa forma lograron que las filas de votación se llenaran y al momento de la votación las personas fueron instruidas para votar "por la media luna" (signo del partido de gobierno) para efectivamente evitar la multa.
Según las cifras definitivas, Hosni Mubarak recibió 88 % de los votos en los comicios del 7 de septiembre. La participación fue de 23 % de los 32 millones de electores, es decir, 6,5 millones de votantes lo apoyaron. Mubarak fue juramentado como presidente el 27 de septiembre de 2005.

### Corrupción estatal durante el gobierno de Mubarak

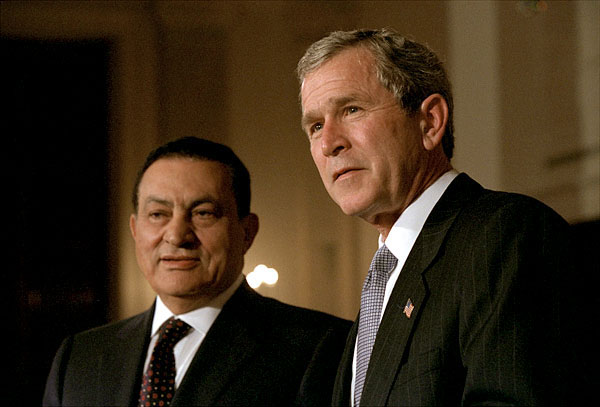
Mubarak junto al entonces presidente de los Estados Unidos, George W. Bush, en 2002.

Mientras estuvo en el poder, la corrupción política en el Ministerio del Interior de Mubarak aumentó dramáticamente. Figuras políticas y jóvenes activistas fueron encarcelados sin juicio. Se establecieron centros de detención clandestinos donde se los mantenía detenidos de manera ilegal e indocumentada. Universidades, mezquitas y periódicos fueron cerrados por problemas con su inclinación política. Los militares tenían permitido violar la privacidad de los ciudadanos en virtud de la ley de emergencia.
En 2005, Freedom House, una organización no gubernamental que lleva a cabo investigaciones sobre la democracia, informó que el gobierno egipcio de bajo Mubarak expandió reglamentos burocráticos, requisitos de registro y otros controles que a menudo alimentan la corrupción. Freedom House afirmó: "La corrupción sigue siendo un problema importante en el gobierno de Mubarak, quien se comprometió a hacer mucho, pero en realidad nunca hizo nada significativo para hacer frente a ella". En octubre de 2010, pocos meses antes del derrocamiento de Mubarak, el informe del Índice de Percepción de Corrupción, emitido por Transparencia Internacional, evaluó a Egipto con una puntuación de 3,1 basado en la percepción del grado de corrupción de empresarios y analistas de distintos países, siendo el 10 muy limpio, y el 0 muy corrupto. En ese informe, a finales de la era de Mubarak, Egipto ocupaba el puesto 98.º de los 178.º países encuestados ese año. En el índice de democracia, por otro lado, ocupó el puesto 138.º ese mismo año, siendo descrito como un "régimen autoritario".

### Fortuna personal y acusaciones de enriquecimiento ilícito

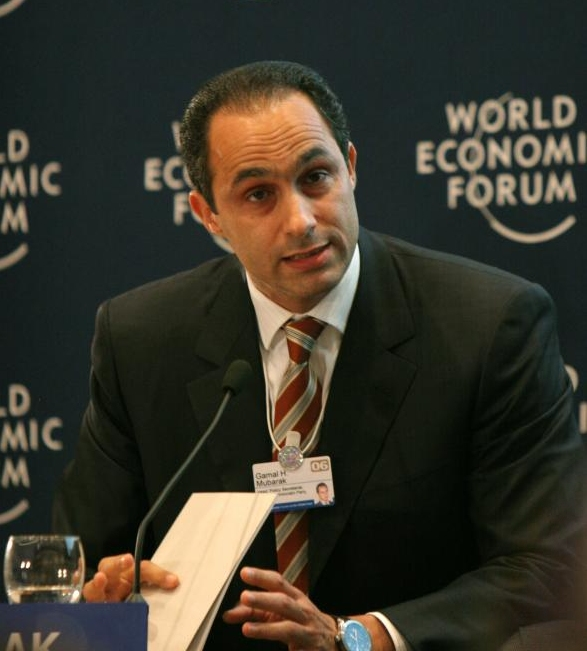
Gamal Mubarak.

En febrero de 2011, después de la caída de Mubarak, ABC News informó que los expertos creen que la riqueza personal de la familia Mubarak era entre 40 000 y 70 000 millones de dólares estadounidenses, obtenidos mediante contratos militares realizados durante el tiempo de Mubarak en la fuerza aérea. The Guardian informó que Mubarak y su familia tenían acumulados 70 000 millones de dólares obtenidos mediante corrupción, sobornos y actividades comerciales ilegítimas. Supuestamente el dinero estaba en diversas cuentas bancarias, incluyendo en Suiza y el Reino Unido, y la familia de Mubarak había invertido en propiedades en el extranjero. El periódico dijo que parte de la información acerca de la riqueza del exmandatario y su familia podría haber sido acumulada durante los últimos diez años. De acuerdo a la revista Newsweek, estas acusaciones están mal fundamentadas y carecen de credibilidad.
El 12 de febrero, exactamente un día después de la renuncia de Mubarak, el gobierno suizo anunció que ya había congelado las cuentas bancarias del presidente y su familia. El 20 de febrero, la Fiscalía General de Egipto ordenó la congelación de los activos de Mubarak, y los de su esposa Suzanne, sus hijos Alaa y Gamal Mubarak, y sus hijastras Heidi Rasekh y Khadiga Gamal. El fiscal general también ordenó al canciller egipcio comunicar esto a otros países en los que Mubarak y su familia podrían tener activos. Esta orden se produjo dos días después de los periódicos egipcios informaran que Mubarak presentó su estado financiero. El 21 de febrero, el régimen militar instaurado tras la renuncia de Mubarak provisoriamente, dio luz verde a iniciar un proceso penal contra el dictador, sin poner ninguna objeción a su enjuiciamiento por cargos de corrupción.
El 23 de febrero, el periódico egipcio Eldostor informó que "una fuente bien informada" describía la orden de la Fiscalía General de congelar los activos de Mubarak y su familia como nada más que una señal para que el dictador abandonara el país después de varios intentos de hacerlo huir voluntariamente. La Voz de América informó que, sin embargo, el fiscal general también ordenó una prohibición de viajar tanto a Mubarak como a su familia tras reconsiderar nuevas medidas. El 21 de mayo de 2014, el tribunal de El Cairo condenaría a Mubarak y a sus hijos por malversar el equivalente a $17,6 millones de dólares de los fondos estatales asignados originalmente para mejorar la instalación del palacio presidencial, pero finalmente destinados a reparar viviendas familiares privadas. Además de la exigencia de devolver el dinero, Mubarak sería condenado a tres años de prisión, y sus dos hijos a cuatro.

### Conflicto palestino-israelí

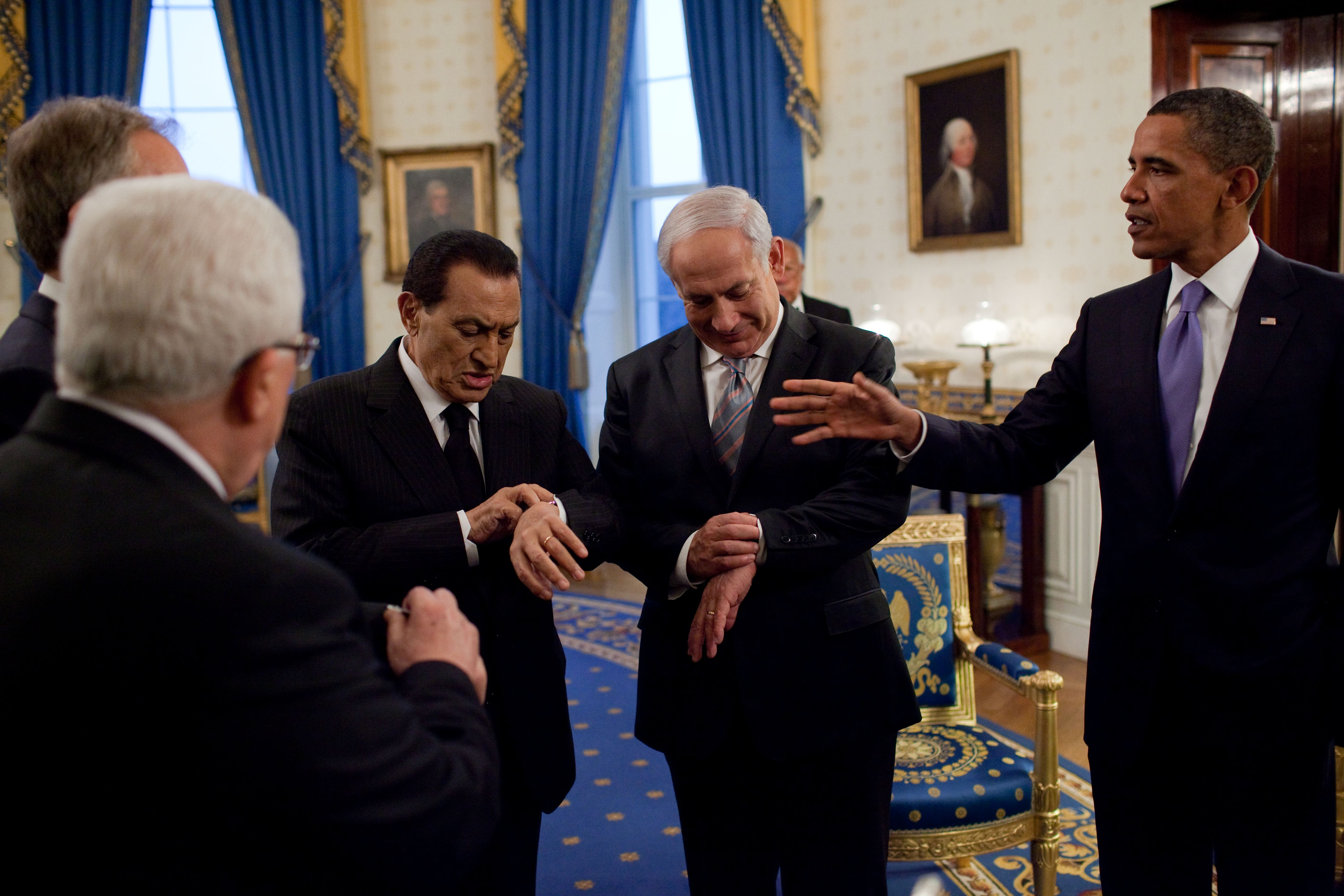
1 de septiembre de 2010 durante las negociaciones sobre Oriente Medio. Mubarak y el primer ministro israelí Benjamín Netanyahu comprueban sus relojes para ver si ya se puso el sol. Durante el Ramadán, los musulmanes ayunan hasta la puesta del sol.

Durante su larga presidencia, Mubarak confirmó a los Estados Unidos el cumplimiento de los Acuerdos de Camp David firmados por Sadat en 1978 para la paz con el Estado de Israel. En 1982, ya bajo el mandato de Mubarak, el Sinaí fue devuelto a Egipto. Mubarak en ocasiones organizó reuniones internacionales para tratar el conflicto árabe-israelí e hizo una serie de intentos para servir como intermediario durante los mismos. Mubarak estaba preocupado de que el rabino Menachem Mendel Schneerson no confiara en él en cuanto al conflicto palestino y trató de reunirse con él en Nueva York.
En octubre de 2000, Mubarak organizó una reunión de emergencia en la cumbre de Sharm el-Sheij para discutir el conflicto palestino-israelí. Estuvieron presentes durante la misma, el presidente de los Estados Unidos Bill Clinton, el presidente de la Organización para la Liberación de Palestina, Yasser Arafat, el primer ministro de Israel Ehud Barak, el rey de Jordania Abdalá II, el secretario general de la OTAN Javier Solana, y el secretario general de la ONU Kofi Annan. Mubarak estuvo involucrado también en la Liga Árabe, apoyando a los esfuerzos de la misma para lograr una paz y estabilidad duradera en Oriente Medio. En la Cumbre de Beirut el 28 de marzo de 2002, la Liga adoptó la Iniciativa de Paz Árabe, un plan diseñado por Arabia Saudita para poner fin al conflicto con Israel a largo plazo.
Nuevamente en la cumbre de Sharm el-Sheij, en 2007, Mubarak estuvo reunido con Abdalá II de Jordania, el presidente de Palestina Mahmud Abás y el primer ministro Ehud Olmert. El 19 de junio de 2008, Egipto medió el cese de hostilidades entre Israel y Hamás. Sin embargo, de acuerdo con el New York Times, ninguna de las dos partes lo respetó. El acuerdo requería que Hamás finalizara los ataques con cohetes hacia Israel y debía cumplirse en toda la Franja de Gaza. A cambio, Hamás esperaba el fin del bloqueo, la reanudación del comercio de Gaza y los envíos de camiones para restaurarse a los niveles de 2005. Israel no retiró el bloqueó pero si lo flexibilizó, dejando entrar noventa camiones más a Gaza, lo cual fue criticado por Hamás.  Israel, por su parte, acusó a Hamás de contrabando de armas en los túneles debajo de Egipto y reiteró que los ataques con cohetes nunca cesaron.
En 2009, Mubarak prohibió la conferencia antiguerra de El Cairo, debido a que consideraba que no tomaba suficientes acciones en contra de Israel.

### Sucesión presidencial
Margaret Scobey, la embajadora de Estados Unidos en Egipto afirmó en 2009 que nadie en el país sabía con certeza quien sucedería a Mubarak cuando este tuviera que dejar la presidencia, ya fuera por su incapacidad de seguir ejerciéndola o por su muerte. Ella dijo que el candidato más probable era el hijo del dictador, Gamal Mubarak, aunque también había otros candidatos como Omar Suleiman, o el secretario general de la Liga Árabe Amr Musa. Mubarak negó tales afirmaciones, algo que Gamal ratificó. Se le atribuye la frase: "un sistema electoral multipartidista introducido en 2005 ha vuelto el gobierno más transparente". Nigeria Tribune describiría la sucesión de Gamal Mubarak, jamás ocurrida, como un sistema "pseudo-monárquico hereditario".
El Partido Nacional Democrático de Egipto continuó afirmando que Mubarak sería su único candidato en las elecciones de 2011. Mubarak afirmaría más tarde, el 1 de febrero, que no tenía intenciones de presentarse para otro mandato, aunque eso no ayudó a aliviar la revolución ya iniciada. El vicepresidente de Mubarak declaró que Gamal tampoco se postularía. Después de la caída de Mubarak, se acusaría a su hijo de intentar hacerse con la presidencia por la fuerza con ayuda del exministro del Interior Habbid el Adly.

## Derrocamiento

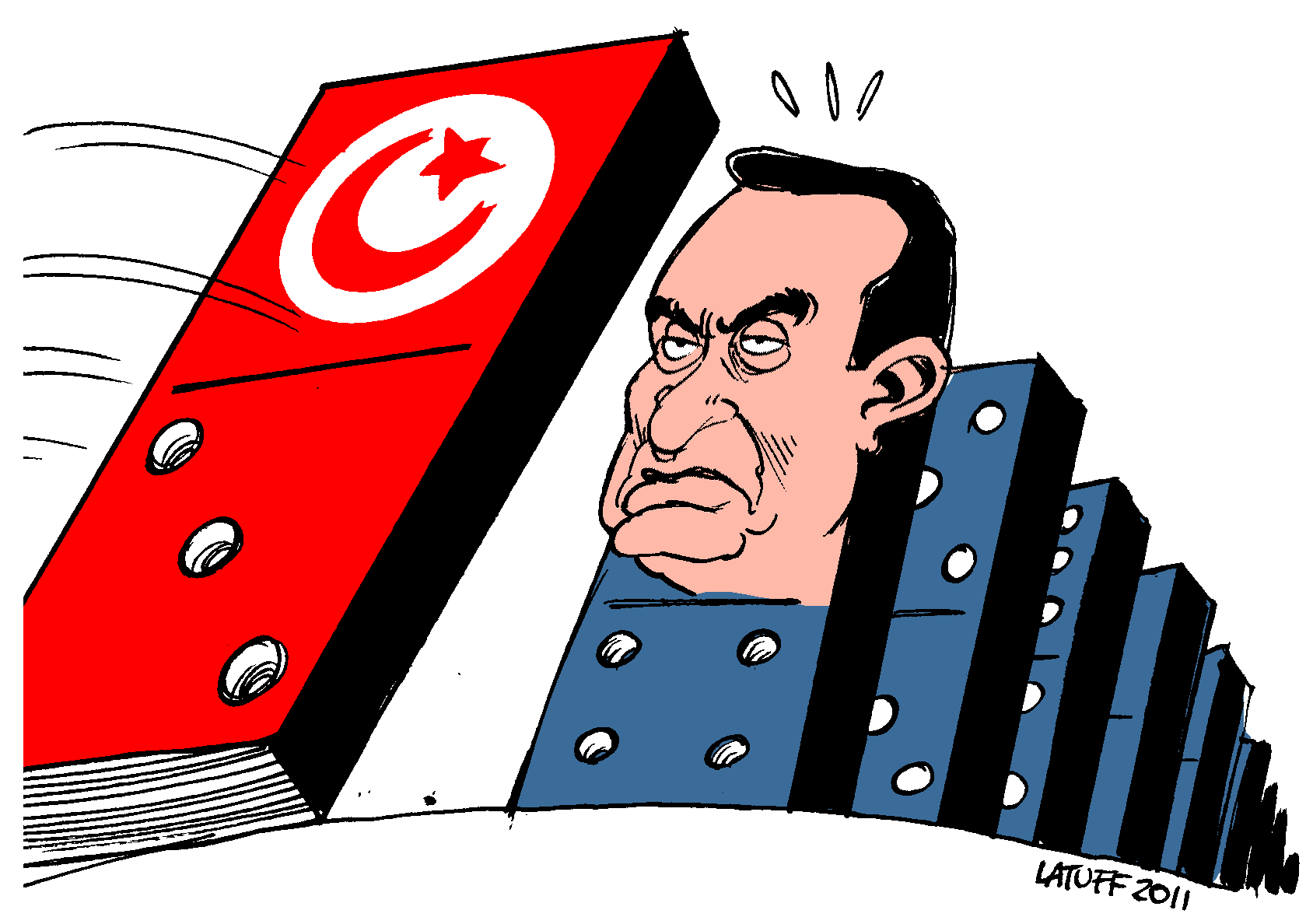
Caricatura que muestra el efecto dominó de la revolución tunecina: el próximo es Mubarak.

La caída del largo régimen de Mubarak comenzaría con el llamado "Atentado de Alejandría". El 1 de enero de 2011, fue detonado un artefacto explosivo en las afueras de una iglesia de Alejandría, matando a 23 personas e hiriendo a otras 97. Esto provocó protestas por parte de la comunidad cristiana, a la que también se sumaron algunos musulmanes, que derivaron en condenas al régimen de Mubarak.

 Sin embargo, tal y como lo postularía ese mismo mes el candidato presiencial Mohamed ElBaradei, la debacle posterior del régimen de Mubarak fue consecuencia principalmente de la revolución regional que empezaba a gestarse en Oriente Medio.
El 14 de enero, una rebelión popular bajo la forma de protestas multitudinarias y disturbios en las calles, con apoyo de las Fuerzas Armadas, derrocó a Zine el Abidine Ben Ali, dictador de la República Tunecina que gobernaba desde 1987. Mubarak no emitió ninguna declaración internacional ante la revolución contra Ben Ali, como si lo hizo la Liga Árabe en su conjunto, y prefirió remarcar la innecesaria "injerencia de extranjeros" en los asuntos de los países árabes. Sin embargo, ya era tarde, el 25 de enero de 2011, estallaron las protestas multitudinarias en todo el país exigiendo la renuncia de Mubarak y el restablecimiento de las libertades políticas.

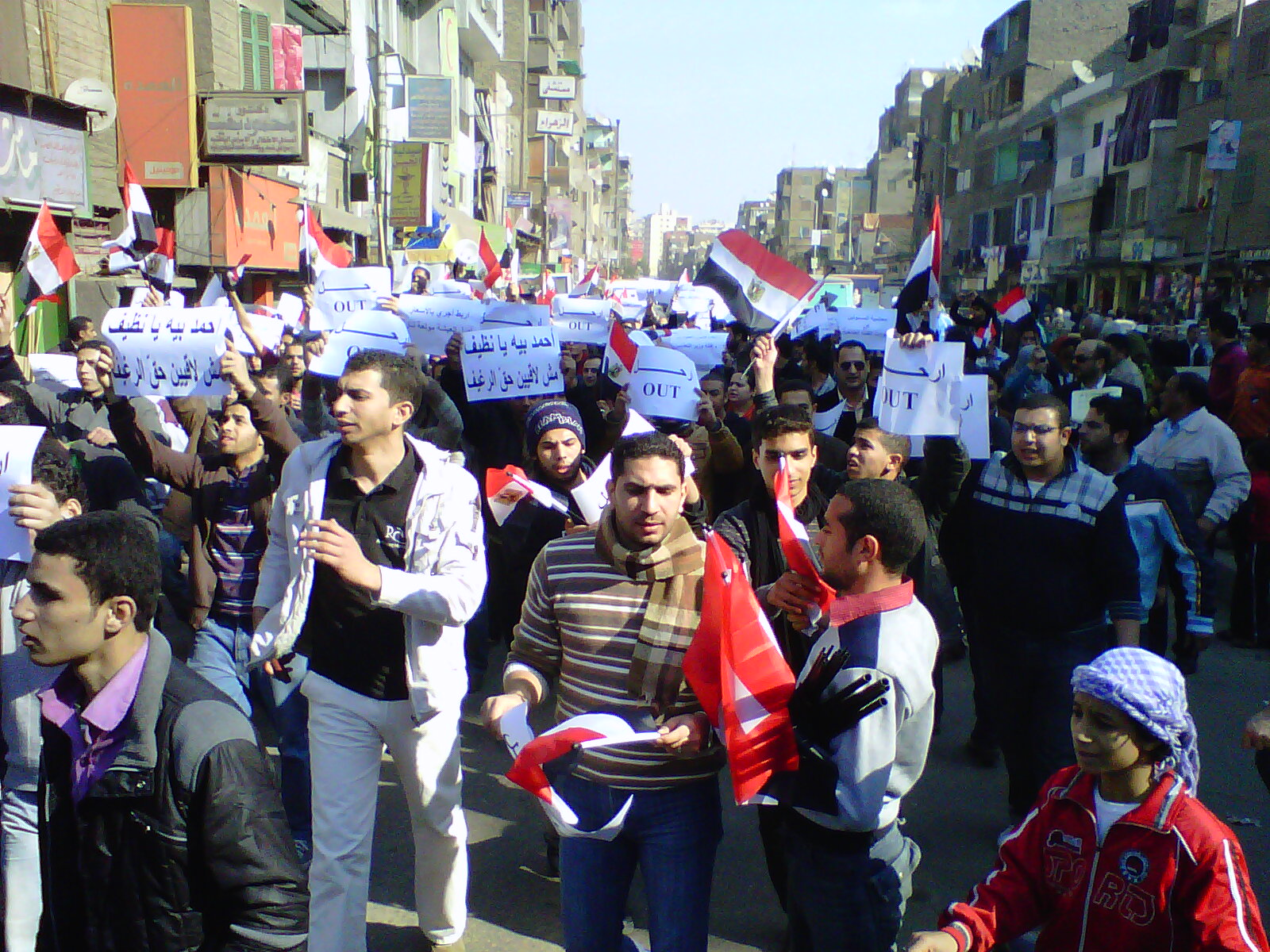
El "Día de la Ira" del 25 de enero. Primera protesta que dio comienzo a la Revolución Egipcia.

Ese mismo día, Mubarak se opuso en un discurso a renunciar, y afirmó que "moriría en suelo egipcio" (probablemente en referencia al exilio de Zine el Abidine Ben Ali) mientras que aseguraba amplias reformas si cesaban las protestas. El líder opositor ElBaradei no prestó atención a las declaraciones de Mubarak, calificándolas como un truco para mantenerse en el poder. El mismo grupo de Facebook que proclamó las protestas del martes 25 de enero programó para el viernes 28 de enero una nueva revolución. Pidieron un millón de manifestantes para unirse a la llamada «Marcha de 1 millón de hombres».
Quince minutos después de las oraciones diarias, decenas de miles de manifestantes comenzaron un levantamiento que en pocas horas reunió a cientos de miles de personas. Mohamed ElBaradei, regresó a El Cairo y dijo que tenía previsto unirse a los manifestantes. ElBaradei lideró las protestas en la ciudad de Guiza. Sin embargo, fue detenido por la policía cuando salía de una mezquita en El Cairo.
El gobierno egipcio bloqueó los servicios de Internet, aunque algunas personas consiguieron comunicarse utilizando software alternativo. El bloqueo de internet fue ordenado por el gobierno de Mubarak a los proveedores de acceso que operan en el país árabe produciendo el corte de las conexiones internacionales. Como consecuencia de los cortes y bloqueos en la noche del 27 al 28 de enero los enrutadores y BGPs no podían intercambiar tráfico con los servidores egipcios. Mubarak anunció la formación de un nuevo Gabinete y en un mensaje a la nación prometió reformas. Al menos murieron 29 personas en las ciudades de El Cairo y Suez. En El Cairo fallecieron 16 en los hospitales. En Suez murieron 13 personas. El 1 de febrero, Mubarak anunció que se marcharía tras las futuras elecciones, y que se establecería una nueva constitución. Las protesta no se detuvieron y exigieron la renuncia de Mubarak antes del 4 de febrero. Esto, sin embargo, no sucedió.

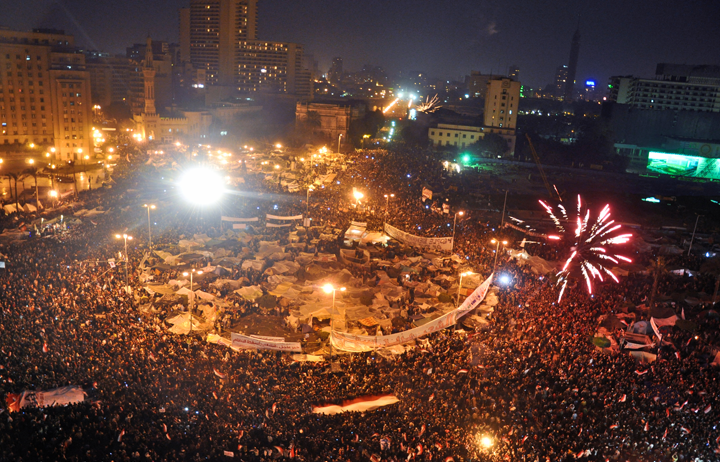
Los manifestantes de El Cairo celebran con fuegos artificiales, luego de que el vicepresidente Omar Suleiman anunciara la renuncia de Mubarak.

El jueves 10 de febrero, Mubarak dio un discurso televisado a las 24:00 horas, pero era un mensaje grabado durante esa misma tarde. Por esta razón, durante la tarde crecía el rumor de su salida del país. El mandatario egipcio se dirigió al pueblo para anunciar que delegaba sus responsabilidades de gobierno en el vicepresidente Omar Suleiman. Añadió también que en septiembre abandonaría el poder tras la celebración de elecciones. Para que se produzca esta sucesión, Mubarak prometió reformar la constitución y derogar la Ley de Emergencia de 1981. Así, adoptó como propio el cambio que vive Egipto con expresiones como «nuestro movimiento de cambio no tiene vuelta atrás» y «la sangre de vuestros mártires no se va a perder». En la plaza Tahrir se vivió en directo el discurso pues esa misma tarde se habían instalado pantallas gigantes. Los manifestantes gritaron consignas en contra del presidente desde el momento en que anunció que no se marcharía de Egipto. El ejército, esa misma tarde, había reconocido que las demandas del pueblo eran justas y que lo protegerían. Además, delegó en los organizadores de la concentración el control sobre el acceso a la plaza Tahrir.
El 11 de febrero, miles de personas se concentraron en el llamado Día de la Despedida, a pesar de los consejos del ejército de desistir en las protestas, al negarse Mubarak a abandonar el poder y considerar insuficientes las reformas anunciadas en el discurso del día anterior. Al Arabiya, anunció al mediodía que el presidente Mubarak había salido del país con su familia, desde El Cairo con destino desconocido, pero, según el Diario Al Ahram, el supuesto huido habría sido el destituido ministro de Finanzas, Youssef Butros Gali, quien habría partido hacia Beirut junto a su esposa, de nacionalidad libanesa. Tras eso, Europa Press precisó que realmente el presidente Mubarak se había trasladado a la localidad turística de Sharm el Sheij, en la península del Sinaí, para tomarse un descanso. Por la tarde, el vicepresidente Omar Suleimán emitió un comunicado en el que anunciaba que Mubarak había renunciado de manera definitiva, dejando el poder en manos del Consejo Supremo de las Fuerzas Armadas, con Mohamed Hussein Tantawi, ministro de Defensa, al frente. Esto desató la euforia y recelo de los opositores que se encontraban en la plaza de la Liberación de El Cairo. El Consejo del ejército egipcio disolvió posteriormente ambas cámaras del Parlamento, poniendo fin de manera definitiva al régimen de Hosni Mubarak.

## Pospresidencia

### Juicio y absolución
Mubarak no hizo apariciones públicas después de su dimisión. A excepción de su familia y un círculo cerrado de allegados, se negó a hablar con nadie, ni siquiera con sus seguidores. Se corrieron rumores de un rápido deterioro de su salud. Varias fuentes afirmaron verlo decir que ya no quería continuar sino directamente morir en Sharm el-Sheij. Hosni Mubarak y su antiguo ministro del Interior, Habib al Adli, fueron condenados a cadena perpetua por su participación en la represión que se cobró más de 800 vidas durante la revolución que provocó su derrocamiento en 2011. La sentencia fue dictada el sábado 2 de junio de 2012 por el Tribunal Penal de El Cairo. Sin embargo, tanto Mubarak como al Adli fueron absueltos de los cargos de corrupción y desvío de fondos públicos de los que se les acusaba, ya que, según el tribunal, los cargos ya habían prescrito, al haber ocurrido presuntamente hace 10 años. Mubarak es el único jefe de Estado depuesto en la Primavera Árabe que ha sido juzgado por su propio pueblo.
El juicio estuvo dirigido por el magistrado Ahmed Refaat. Tras concluir la sesión, Mubarak fue trasladado a la prisión egipcia de Tora, donde cumpliría sentencia. Según la televisión estatal, sufrió un "grave problema de salud" a su llegada al centro penitenciario. A pesar de su condena, los hijos de Mubarak, Alaa y Gamal, que también estaban acusados de corrupción, fueron absueltos, aunque seguirán en prisión a la espera que se resuelva otro caso relativo a la privatización fraudulenta de un banco. También fueron absueltos seis altos mandos policiales que participaron en la represión de la Primavera Árabe en El Cairo.
La decisión del tribunal no dejó a nadie satisfecho, puesto que los contrarios a Mubarak exigían su ejecución y la condena de los altos mandos policiales y de los hijos del rais depuesto. Mohamed Morsi, candidato de los Hermanos Musulmanes a la presidencia de la República, declaró que el proceso había sido una "farsa", mientras que sus partidarios consideraban que la sentencia había sido "injusta".

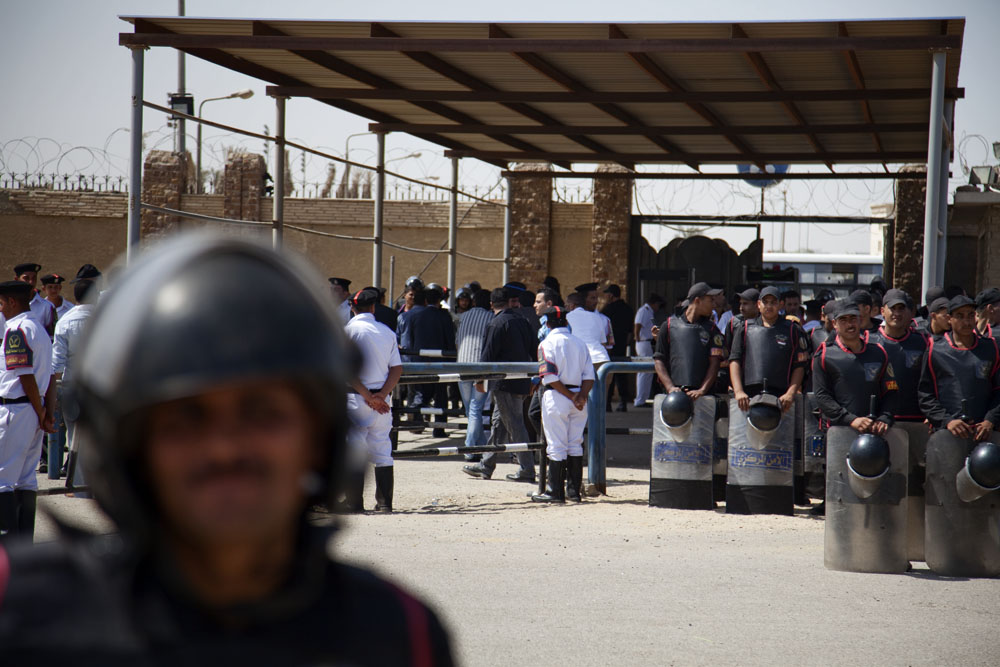
La policía antidisturbios vigila el tribunal donde Mubarak está siendo condenado el 2 de junio de 2012.

Miles de contrarios a Mubarak se manifestaron en la Plaza Tahrir, símbolo de la revolución, para manifestar su ira.
 Tras ordenarse la repetición de su juicio en enero de 2013, un nuevo proceso contra Mubarak comenzó el 13 de abril de 2013. El juez dictó sentencia en noviembre de 2014, absolviendo al expresidente de la muerte de manifestantes del 2011, corrupción y enriquecimiento ilícito –cargos por los que estaba acusado por permitir la venta y exportación de gas a Israel por debajo del precio del mercado. El Adly y seis de sus ayudantes también fueron absueltos.

### Apoyo a Abdelfatah Al-Sisi
A pesar de pasar la mayor parte del tiempo fuera de la vista del público, Mubarak concedió una rara entrevista en febrero de 2014, tres años después de su derrocamiento, con el periodista kuwaití Fajer Al-Saeed, expresando su apoyo al ministro de Defensa y Comandante en jefe de las Fuerzas Armadas Abdelfatah Al-Sisi, quien hubiera derrocado al Presidente islamista electo Mohamed Morsi en julio de 2013, y que era el candidato favorito en las elecciones presidenciales. Mubarak reconoció que Sisi estaba trabajando para restaurar la confianza del pueblo en el gobierno. "La gente quiere a Sisi, y prevalecerá la voluntad de los egipcios". Mubarak también expresó su admiración hacia el difunto jeque Zayed bin Sultán Al Nahayan, presidente de los Emiratos Árabes Unidos, y a sus hijos, por su apoyo al pueblo egipcio. También manifestó su disgusto por el candidato opositor Hamdin Sabahi, acusándolo de nasserista.

### Problemas de salud
En julio de 2010, cuando Mubarak aún estaba en el poder, los medios de comunicación anunciaron que Egipto estaba a punto de experimentar un cambio dramático, debido a la creencia de que Mubarak tenía cáncer. Las fuentes de inteligencia dijeron que el anciano dictador tenía cáncer de esófago, estómago, o páncreas, pero esto fue negado por las autoridades egipcias. Las especulaciones sobre su mala salud aumentaron después de su derrocamiento. De acuerdo a los medios de comunicación egipcios, la salud de Mubarak empeoró después de su huida a Sharm el-Sheij. Los informes decían que estaba deprimido y que perdía la lucidez por momentos. De acuerdo a una fuente egipcia sin nombre oficial "Mubarak quiere que lo dejen solo y quiere morir en su tierra natal". La fuente negó también que Mubarak estuviera escribiendo sus memorias, ya que creía que estaba casi inconsciente. Después de su dimisión, el embajador de Egipto en Estados Unidos Sameh Shoukry informó que sus fuentes personales dijeron que la salud de Mubarak estaba "algo deteriorada", mientras que varios periódicos egipcios decían que estaba en coma y al borde de la muerte. El 12 de abril de 2013, se informó que había sido hospitalizado después de sufrir un ataque al corazón durante un interrogatorio por sus cargos de corrupción.
En junio de 2011, el abogado de Mubarak, Farih el-Deeb dijo que su cliente tenía cáncer de estómago y se estaba expandiendo. Mubarak ya se había sometido a una cirugía en Alemania por este mal en 2010 y también había sufrido de problemas circulatorios con un latido irregular en su corazón. El 13 de julio de ese mismo año, informes no confirmados indicaron que Mubarak había caído en un estado de coma en su residencia después de dar su discurso final, y el 17 de julio, el-Deeb confirmó estos informes. El 26 de julio, según otras fuentes, mientras estaba hospitalizado bajo custodia a la espera de su juicio, Mubarak cayó en una depresión aguda.
Un año después, el 2 de junio de 2012, se informó que Mubarak había sufrido una crisis de salud durante su traslado a la prisión después de ser condenado por cargos de complicidad en el asesinato de manifestantes. Algunas fuentes decían que había sufrido un ataque al corazón. Los rumores sobre el deterioro progresivo del exmandatario siguieron corriendo, algunos decían que tuvo que ser tratado con un desfibrilador. El 27 de diciembre, Mubarak fue traslado desde la prisión de Tura al hospital militar de El Cairo después de caerse y fracturarse una costilla.
Tiempo después, el 19 de junio de 2014, Mubarak se coló en un cuarto de baño del hospital militar de El Cairo, donde se encontraba detenido, y se rompió la pierna izquierda, también se fracturó el hueso del muslo izquierdo, que requirió cirugía. Mubarak permaneció en el hospital militar desde enero de 2014 debido a sus problemas de salud. El 2 de marzo de 2017 fue absuelto por la justicia de forma definitiva de la muerte de manifestantes durante la Primavera Árabe, siendo excarcelado el 24 de marzo de 2017. Mubarak se trasladó a vivir a su residencia en Heliópolis, en El Cairo, después de pasar 6 años en prisión.
Mubarak falleció finalmente el 25 de febrero de 2020 a los 91 años de edad.

## Sucesión
| Predecesor: Sufi Abu Taleb (Interino) | Presidente de Egipto 1981-2011 | Sucesor: Mohamed Hussein Tantawi (Presidente del Consejo Supremo de las Fuerzas Armadas) |